# Kașina
Kașina (în bulgară Кашина) este un sat în Obștina Sandanski, Regiunea Blagoevgrad, Bulgaria.

## Demografie
Componența etnică a satului Kașina
     Bulgari (100%)
     Nicio identificare (0%)
     Altele (0%)
La recensământul din 2011, populația satului Kașina era de 10 locuitori. Din punct de vedere etnic, majoritatea locuitorilor (100,0%) erau bulgari. Pentru 0,0% din locuitori nu este cunoscută apartenența etnică.